# Eupanacra automedon
Espèce
Eupanacra automedon est une espèce de lépidoptères de la famille des Sphingidae, sous-famille des Macroglossinae, tribu des Macroglossini, sous-tribu des Macroglossina et du genre Eupanacra.

## Description
Imago
L'espèce est très semblable à Eupanacra malayana mais s'en distingue par la marge externe de l'aile antérieure qui une pointe pointue unique au sommet et également une ombre longitudinale brune plus foncée. La face dorsale de l'aile antérieure a des lignes postmedian plus rapprochées et plus longitudinales que pour Eupanacra malayana, elles sont pratiquement parallèle au costa.

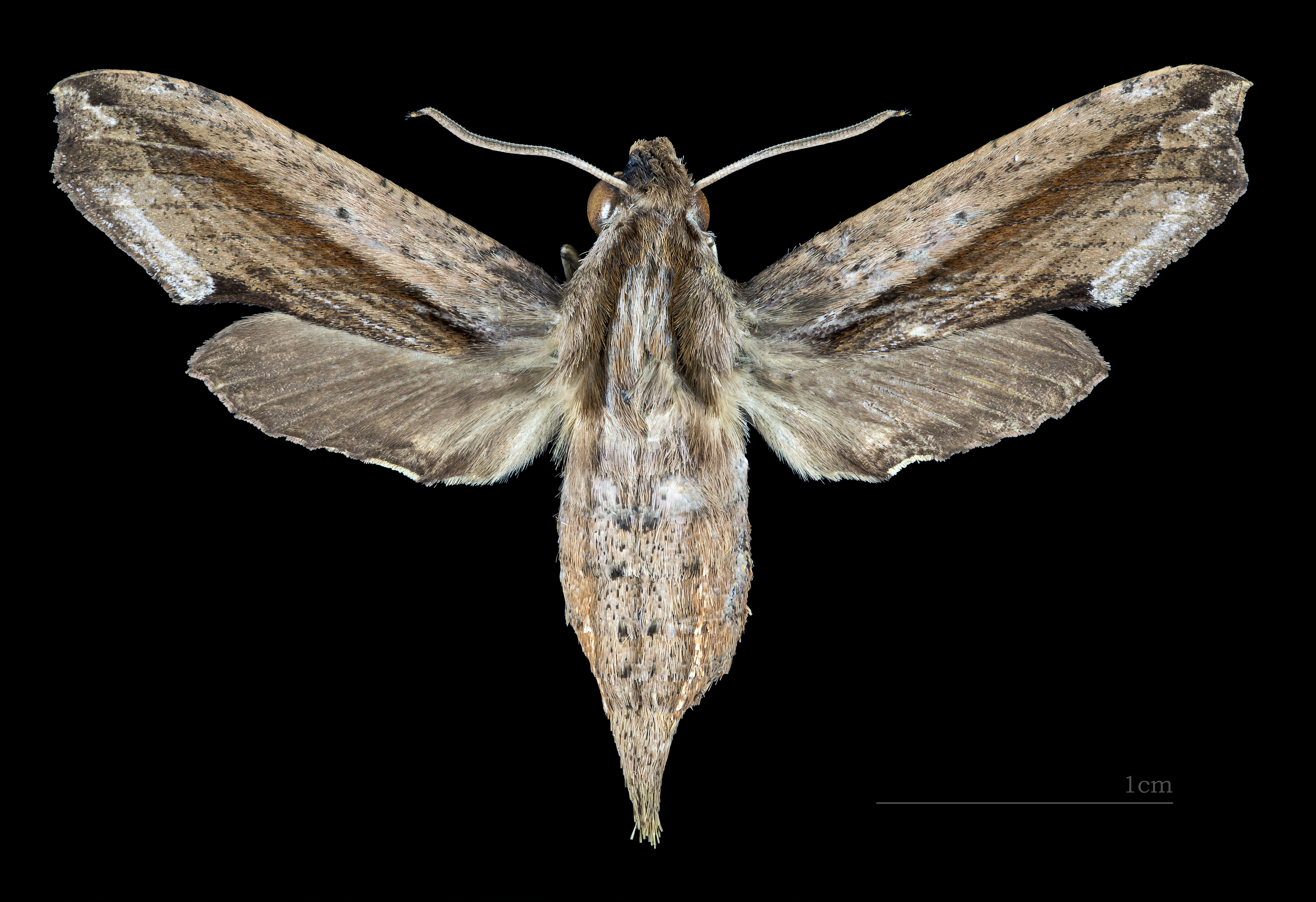
Avers de la femelle (coll.MHNT)
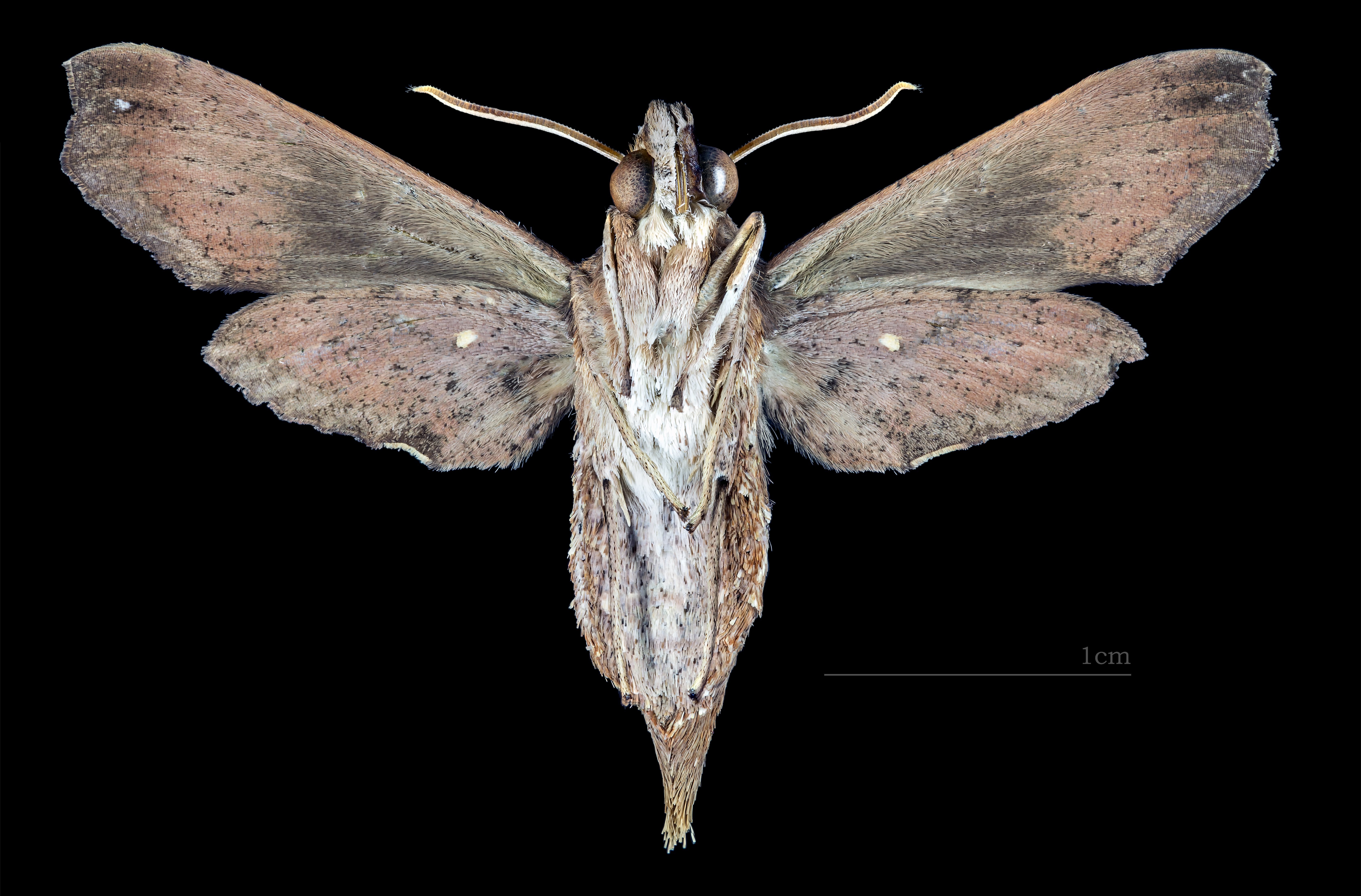
Revers de la femelle (coll.MHNT)

Chenille
La couleur de fond du corps est le vert profond sans marques distinctes. Elle a une corne beige pâle. Le corps du dernier stade larvaire est très typé avec un ocelle antérieur reconnaissable situé sur son premier segment abdominal et une queue courte et recourbée.

## Répartition et habitat
Répartition
L’espèce est connue au nord-est de l'Inde, au Népal, Birmanie, Thaïlande, en Malaisie péninsulaire, Sumatra, Nias, Java et Bornéo.

## Biologie
Les chenilles se nourrissent sur les espèces du genre Lasia.

## Systématique
- L'espèce Eupanacra automedon a été décrite par l'entomologiste Francis Walker en 1856, sous le nom initial de Panacra automedon[2].

### Synonymie
- Panacra automedon Walker, 1856
- Panacra truncata Walker, 1856
- Panacra niasana Clark, 1923
- Panacra kualalumpuri Clark, 1935